# Francesc Tella i Macià
Francesc Tella i Macià (Lleida, 1948) és President Comarcal del Vallès Oriental de Convergència Democràtica de Catalunya i President del Club d'Handbol Vilamajor. Fins al 2011 va ser alcalde de Sant Antoni de Vilamajor.

## Biografia
Viu a Sant Antoni de Vilamajor des del 1972. De professió mestre, va ser director del CEIP Joan Casas. Va presentar-se a les primeres eleccions municipals democràtiques de després de la guerra civil, el 1979, en la formació "Candidatura Independent Urbana i Camperola", sense aconseguir l'alcaldia. Vint anys després es tornà a presentar, aquest cop per CiU, i va ser regidor d'Hisenda i Cultura i segon tinent d'alcalde.

## Alcaldia de Sant Antoni de Vilamajor
En les eleccions del 2003, Tella encapçalà la candidatura de CiU, que va ser la llista més votada i esdevingué alcalde al juny del mateix any. Entre les diverses realitzacions dels seus dos mandats, es poden destacar la repavimentació i reforma del nucli antic, la construcció d'un nou Centre d'Atenció Primària, la revisió de Pla General d'Ordenació Urbana, l'ampliació del CEIP Joan Casas i la rehabilitació de la rectoria de Sant Julià d'Alfou.

## Presidència comarcal de CDC al Vallès Oriental
Va ser proclamat President de Convergència Democràtica de Catalunya al Vallès Oriental al Maig de 2012 en ser l'única candidatura que va presentar-se, succeint a Feliu Guillaumes en una assemblea celebrada a Vilanova del Vallès. Francesc Tella va agafar el comandament del partit en un moment dolç, siguent la formació amb més alcaldes i després de ser la llista més votada en les últimes eleccions al Congrés dels Diputats Espanyol. Es dona la circumstància que coincideix en el càrrec amb el també Vilamajorí Bernat Parera com a President comarcal de la Joventut Nacionalista de Catalunya.

## President del Club d'Handbol Vilamajor
Va ser escollit el 19 de juliol de 2012 per presidir el club pel qual havia col·laborat durant els darrers 20 anys. Va presentar-se amb un projecte amb la voluntat d'esdevenir una entitat esportiva socialment integradora, oberta a tothom i per treballar pel bé del club.